# Šechanja
Šechanja (hebrejsky שְׁכַנְיָה‎, v oficiálním přepisu do  angličtiny Shekhanya) je vesnice typu společná osada (jišuv kehilati) v Izraeli, v Severním distriktu, v oblastní radě Misgav.

## Geografie
Leží v nadmořské výšce 446 m, v zalesněné a hornaté oblasti v centrální části Dolní Galileje, na vrcholu hory Har Šechanja, na jejíž severovýchodní straně terén klesá do zalesněného údolí vádí Nachal Segev. Z jejích západních úbočí stéká vádí Nachal Šechanja. Na západě na horu navazuje vrch Har Kavul. Jihovýchodním směrem terén stoupá k vysočině Harej Jatvat.
Nachází se přibližně 17 km východně od břehů Středozemního moře a 25 km na západ od Galilejského jezera, 97 km severovýchodně od centra Tel Avivu a 25 km severovýchodně od centra Haify. Šechanju obývají Židé, přičemž osídlení v tomto regionu je etnicky smíšené. 4 km na severovýchod leží město Sachnin, které obývají izraelští Arabové. Na západní straně jsou to arabská města Tamra a Kabul. 2 km jižním směrem od Šechanje leží menší arabské město Kaukab Abu al-Hidža. Jediným větším židovským sídlem je město Karmiel 8 km severovýchodně od osady.
Krajina mezi těmito městskými centry je ovšem postoupena řadou menších židovských vesnic, které zde, západně a severozápadně od Sachninu vytvářejí souvislý blok. V rámci tohoto bloku tvoří vesnice Šechanja, spolu se sousedními Koranit a Manof kompaktní celek, stavebně téměř propojený a situovaný na planině na vrcholku hory Har Šechanja (הר שכניה‎).
Obec Šechanja je na dopravní síť napojena pomocí lokální silnice číslo 784, směřující k jihu do Bejtnetofského údolí a k severu do prostoru města Sachnin.

## Dějiny
Vesnice Šechanja byla založena v roce 1980 v rámci programu Micpim be-Galil, který vrcholil na přelomu 70. a 80. let 20. století a v jehož rámci vznikly v Galileji desítky nových židovských vesnic s cílem posílit židovské demografické pozice v tomto regionu a nabídnout kvalitní bydlení kombinující výhody života ve vesnickém prostředí a předměstský životní styl.
Zakladateli vesnice byla skupina židovských přistěhovalců z anglicky mluvících zemí, zejména z USA. Ta sídlila nejprve v provizorní lokalitě v nedaleké vesnici Segev (nyní Acmon). Teprve později se přemístila do nynější lokality, do trvalé zástavby. Původně mělo jít o družstevní vesnici typu mošav (orientovanou ale nikoliv jen na zemědělství, nýbrž i na průmysl a podnikání), ale pak se zjistilo, že zakladatelská skupina přistěhovalců je nedostatečně početná. Komunita byla proto rozšířena i o rodilé Izraelce a změněna na společnou osadu.
Většina obyvatel pracuje v hi-tech sektoru, v průmyslových zónách v okolí, zejména v aglomeraci Haify. V Šechanji je k dispozici obchod a sportovní areály. Fungují tu zařízení předškolní péče o děti a základní škola הר שכניה‎ - Har Šechanja.
Výhledově má vesnice projít další stavební expanzí. Územní plán umožňuje rozšíření na 200 rodin.

## Demografie
Obyvatelstvo Šechanje je sekulární. Podle údajů z roku 2014 tvořili populaci v Šechanji Židé (včetně statistické kategorie „ostatní“, která zahrnuje nearabské obyvatele židovského původu ale bez formální příslušnosti k židovskému náboženství).
Jde o menší sídlo vesnického typu s dlouhodobě rostoucím počtem obyvatel. K 31. prosinci 2014 zde žilo 738 lidí.
| Rok            | 1983 | 1995 | 2001 | 2003 | 2004 | 2005 | 2006 | 2007 | 2008 | 2009 | 2010 | 2011 | 2012 | 2013 | 2014 |
| -------------- | ---- | ---- | ---- | ---- | ---- | ---- | ---- | ---- | ---- | ---- | ---- | ---- | ---- | ---- | ---- |
| Počet obyvatel | 144  | 347  | 502  | 532  | 545  | 562  | 584  | 594  | 677  | 637  | 644  | 702  | 740  | 738  | 738  |